# 유성 권설 마찰음
유성 권설 마찰음(有聲捲舌摩擦音)은 자음의 하나로 치조후에서 혀끝을 말아 만드는 유성 마찰음이다.
폴란드어의 Rz 등이 이 소리를 낸다.

## 발음의 예
- 우크라이나어, 러시아어: Ж에서 이 소리가 난다.
- 슬로바키아어: ž에서 이 소리가 난다.
- 눠쑤어: 라틴 문자 표기의 r에서 이 소리가 난다.

## 같이 보기
- 유성 후치경 마찰음